# Henry Draper

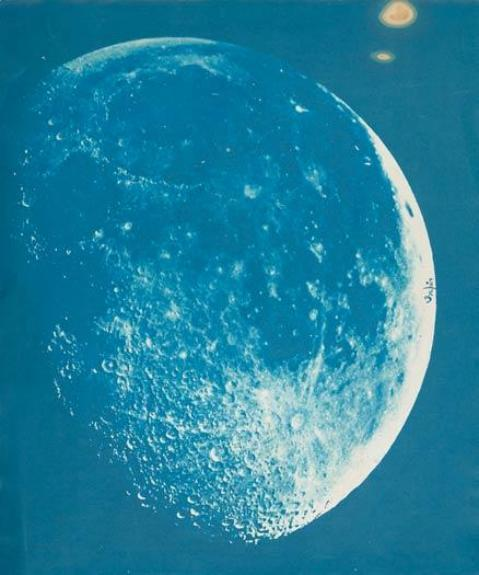
Snímek Měsíce z roku 1863

Henry Draper (7. března 1837 Prince Edward County, Virginie – 20. listopadu 1882 New York) byl americký fyzik a astronom amatér, člen Národní AV USA (1877). Nejznámější jsou jeho průkopnické práce z oblasti astrofotografie a spektrografie. Získal první fotografii spektra hvězdy Vega a je po něm nazván katalog hvězdných spekter Henry Draper Catalogue.

## Biografie
Otec Henryho Drapera, John William Draper, byl lékařem, chemikem, botanikem a profesorem na Newyorské univerzitě. Jako první vyfotografoval Měsíc za použití teleskopu na přelomu let 1839 a 1840. Jeho matka Antonia Coetana de Paiva Pereira Gardner byla dcerou osobního lékaře brazilského císaře Petra I. Brazilského.
Otec v době, kdy měl jít Henry do školy byl profesorem na Newyorské univerzitě, a Henry začal navštěvovat základní školu, která pod ni patřila. Na Newyorské univerzitě pak dále studoval a na radu svého otce si zvolil studium medicíny. To ukončil v roce 1857. Z důvodu nízkého věku nemohl dostat lékařský titul, obdržel ho proto až o rok později. Mezitím pracoval jako stážista na Bellevue Hospital v New Yorku.
V roce 1860 byl zvolen profesorem přírodních věd na nižším stupni Newyorské univerzity a v roce 1866 se stal profesorem a děkanem fakulty medicíny. V roce 1867 se oženil s Annou Mary Palmerovou (1839–1914), která se stala jeho asistentkou.
Fakultu medicíny opustil v roce 1873, kdy obdržel místo profesora analytické chemie na akademickém oddělení Newyorské univerzity. Po smrti svého otce v roce 1882 nakrátko do doby ukončení probíhajícího akademického roku zastával jeho místo profesora chemie.
V listopadu 1882 Henry Draper předčasně zemřel na onemocnění zánětem pohrudnice. Po jeho smrti vdova Mary Anna Draperová po něm založila fond pro cenu nazvanou Henry Draper Medal, která je udělována za výjimečné příspěvky v astrofyzice. Dalekohled, který Henry Draper používal pro přípravu katalogu hvězdných spekter se v současné době nachází na astronomické observatoři UMK v Piwnici v Polsku. Bratr Henryho, Daniel Draper (1841–1931), se stal meteorologem, neteř Henryho Antonia Mauryová se stala astronomkou a zabývala se spektroskopií hvězd a dvojhvězd.
Po Henrym Draperovi byl nazván katalog hvězdných spekter Henry Draper Catalogue publikovaný v roce 1890, a malý kráter Draper na Měsíci.

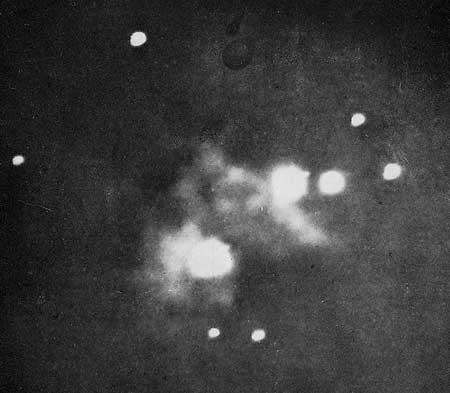
První fotografický snímek Velké mlhoviny v Orionu z roku 1880. Velké hvězdy, které jsou mnohem jasnější než je mlhovina, jsou přeexponované

## Práce
Na Henryho Drapera měl od raného dětství vliv jeho otec a jeho vědecké kontakty. Ještě jako student vytvořil práci zabývající se funkcí sleziny a tuto monografii doplnil vlastními ilustracemi. Později ji publikoval, jako diplomovou práci doplněnou mikrofotografiemi. Práce na těchto fotografiích ho přivedla k celoživotnímu zájmu o fotografování.
V roce 1857 navštívil Evropu a zde se setkal s hrabětem z Rosse, který mu předvedl svůj šestistopý dalekohled na Birr Castle v Parsonstownu. Po návratu do USA začal Henry konstruovat vlastní teleskopy. Nejprve za použití bronzu, a později, na radu Johna Herschela, kterého navštívil otec Henryho v roce 1860, ze skla, které postříbřil. Nakonec sestrojil teleskop Newtonova typu s průměrem zrcadla 15 1/2 palců a ohniskovou vzdáleností 150 palců. S ním na přelomu let 1862–1863 vytvořil několik fotografií hvězdné oblohy a v létě 1863 kolem 1 500 fotografií povrchu Měsíce. K fotografování používal metodu daguerrotypie.
Henry Draper byl jeden z průkopníků astrofotografie. 30. září 1872 vyfotografoval jako první hvězdné spektrum – u hvězdy Vega v souhvězdí Lyry. Vedl expedici, která měla za cíl v roce 1874 fotografovat přechod Venuše přes sluneční disk. 30. září 1880 získal prostřednictvím 33centimetrového refraktoru jako první snímek hvězdné mlhoviny (Velké mlhoviny v Orionu).